# Philippe Volter
Philippe Volter, właściwie Philippe Wolter (ur. 23 marca 1959 w Uccle, zm. 13 kwietnia 2005 w Paryżu) – belgijski aktor i reżyser teatralny. W 1990 był nominowany do Cezara dla najbardziej obiecującego aktora.

## Życiorys
Urodził się i dorastał w Uccle w Belgii jako syn aktorki Jacqueline Bir i reżysera teatralnego Claude’a Voltera. Stawiał pierwsze kroki na scenie w wieku czterech lat. 
W 1984 zadebiutował na ekranie jako Deschamps w dramacie wojennym Hugo Clausa Lew z Flandrii (De leeuw van Vlaanderen). Grywał też w teatrze. Został zauważony dzięki roli młodego chuligana Jeana Nilsona, który uczył się śpiewu od barytona José van Dama w dramacie Gérarda Corbiau Nauczyciel muzyki (Le Maître de musique, 1988). Rola Gustave’a w Jacques’a Deraya Les bois noirs (1989) z Béatrice Dalle przyniosła mu nominację do César dla najbardziej obiecującego aktora. W miniserialu France 2 Napoléon (2002) wystąpił jako Paul Barras.
W 2002, po śmierci ojca, objął kierownictwo założonego przez niego brukselskiego teatru Comédie Claude-Volter. Zrezygnował dwa lata później.
13 kwietnia 2005 Philippe Volter popełnił samobójstwo w wieku 45 lat.

## Wybrana filmografia

### Filmy
- 1990: Cyrano de Bergerac jako Vicomte de Valvert
- 1991: Podwójne życie Weroniki jako Alexandre Fabbri
- 1993: Hokus pokus jako Phil
- 1993: Trzy kolory. Niebieski jako agent nieruchomości
- 2005: Uczciwi ludzie żyją we Francji (Les gens honnêtes vivent en France) jako Bénolo

### Seriale
- 1995: Tatort: Eine todsichere Falle jako Vincent